# 約翰·斯塔莫斯
約翰·菲利浦·史坦摩斯（英語：John Phillip Stamos，/ˈsteɪmoʊs/ STAY-mohss；1963年8月19日—）是一名美國男演員和音樂家。他因在ABC電視肥皂劇《杏林春暖》中的簽約角色萊克·帕里什而首次獲得認可，並因此獲得日間時段艾美獎戲劇系列傑出男配角的提名。他因其在電視方面的工作而知名，特別是在ABC的情景喜劇《歡樂滿屋》中主演傑西·卡索波利斯一角。自1995年該劇完結後，史坦摩斯出現在許多電視電影和電視劇中。2005年起，他是擁抱計畫的全國代言人。
2005年至2009年，史坦摩斯在NBC醫療劇《仁心仁術》中主演托尼·蓋茨醫生。2009年10月，他開始在百老匯復興劇《Bye Bye Birdie》中飾演阿爾伯特，一直演到2010年1月。之後，他在2012年7月至9月的戈爾·維達爾的戲劇《華府風雲》的百老匯復興中代替艾瑞克·麥柯馬克飾演參議員坎特維爾。
2015年9月至2016年，史坦摩斯在福克斯情景喜劇《型男阿公》中飾演主角。他執行製作了Netflix劇集《歡樂再滿屋》，在該劇中他重新飾演傑西·卡索波利斯的角色。他還主演《視死如歸》（1986年）、《無敵車隊》（1991年），並在Lifetime/Netflix的心理驚悚片《安眠書店》中飾演尼基醫生。